# Alex Olmedo
Alejandro "Alex" Rodríguez Olmedo (Arequipa, 24 de março de 1936 – Los Angeles, 9 de dezembro de 2020) foi um tenista peruano, naturalizado estadunidense. Venceu o campeonato da Austrália em 1959, derrotando Neale Fraser na final por 3–1 em sets. No mesmo ano, conquistou o Torneio de Wimbledon a ganhar do Rod Laver por 3–0.
Foi introduzido ao International Tennis Hall of Fame em 1987.
Morreu em 9 de dezembro de 2020, aos 84 anos, em Los Angeles.

## Finais de Grand Slam

### Simples (3)
| Resultado | Ano  | Campeonato               | Piso  | Oponente     | Placar             |
| Campeão   | 1959 | Australian Championships | Grama | Neale Fraser | 6–1, 6–2, 3–6, 6–3 |
| Campeão   | 1959 | Wimbledon                | Grama | Rod Laver    | 6–4, 6–3, 6–4      |
| Vice      | 1959 | U.S. Open                | Grama | Neale Fraser | 3–6, 7–5, 2–6, 4–6 |

### Duplas
| Resultado | Ano  | Campeonato | Piso  | Parceiro       | Oponentes                  | Placar                  |
| Campeão   | 1958 | US Open    | Grama | Ham Richardson | Sam Giammalva Barry MacKay | 3–6, 6–3, 6–4, 6–4      |
| Vice      | 1959 | US Open    | Grama | Butch Buchholz | Roy Emerson Neale Fraser   | 6–3, 3–6, 7–5, 4–6, 5–7 |

### Duplas mistas
| Resultado | Ano  | Campeonato | Piso  | Parceira    | Oponentes                            | Placar        |
| Vice      | 1958 | US Open    | Grama | Maria Bueno | Neale Fraser Margaret Osborne duPont | 3–6, 6–3, 7–9 |